# MTV Video Music Award de la meilleure vidéo hip-hop

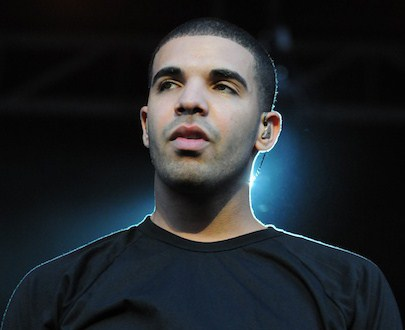
Drake, chantant le 16 juillet 2010 au Cisco Ottowa Bluesfest.

Cet award décore la meilleure vidéo de Hip-hop de l'année.
Voici la liste des gagnants dans cette catégorie aux MTV VMA's depuis la création de cette catégorie, en 1999.
| Année | Artiste                                 | Vidéo                       |
| ----- | --------------------------------------- | --------------------------- |
| 1999  | Beastie Boys                            | "Intergalactic"             |
| 2000  | Sisqó                                   | "Thong Song"                |
| 2001  | OutKast                                 | "Ms. Jackson"               |
| 2002  | Jennifer Lopez ft. Ja Rule              | "I'm Real (Murder Remix)"   |
| 2003  | Missy Elliott                           | "Work It (en)"              |
| 2004  | OutKast                                 | "Hey Ya!"                   |
| 2005  | Missy Elliott ft. Ciara et Fatman Scoop | "Lose Control"              |
| 2006  | The Black Eyed Peas                     | "My Humps"                  |
| 2007  | -                                       | -                           |
| 2008  | Lil Wayne ft. Static Major              | "Lollipop"                  |
| 2009  | Eminem                                  | "We Made You"               |
| 2010  | Eminem                                  | "Not Afraid"                |
| 2011  | Nicki Minaj                             | "Super Bass"                |
| 2012  | Drake                                   | "HYFR"                      |
| 2013  | Macklemore et Ryan Lewis ft. Ray Dalton | "Can't Hold Us"             |
| 2014  | Drake ft. Majid Jordan                  | "Hold On, We're Going Home" |
| 2015  | Nicki Minaj                             | "Anaconda"                  |
| 2016  | Drake                                   | "Hotline Bling"             |
| 2017  | Kendrick Lamar                          | "Humble"                    |
| 2018  | Nicki Minaj                             | "Chun-Li"                   |
| 2019  | Cardi B                                 | "Money"                     |
| 2020  | Megan Thee Stallion                     | "Savage"                    |
| 2021  | Travis Scott ft. Young Thug et M.I.A.   | "Franchise"                 |